# E27号線
E27号線 (E27ごうせん、英: European route E27)は 欧州自動車道路のAクラス幹線道路。
フランスのベルフォールを基点にイタリアのアオスタまでを結ぶ。

## 経路
- フランス
  - E60号線 - ベルフォール
- スイス
  - E25号線,E43号線 - ベルン
  - E62号線 - マルティニー
  - グラン・サン・ベルナールトンネル（英語版）
- イタリア
  - グラン・サン・ベルナールトンネル
  - E25号線 - アオスタ